# Co-kathedraal Sint-Hedwig
De Co-kathedraal Sint-Hedwig (Pools: Konkatedra św. Jadwigi) is het oudste monument van Zielona Góra (Duits: Grünberg in Schlesien) in de Poolse woiwodschap Lubusz. De kerk is gelegen in het oostelijke gedeelte van de historische binnenstad.

## Geschiedenis

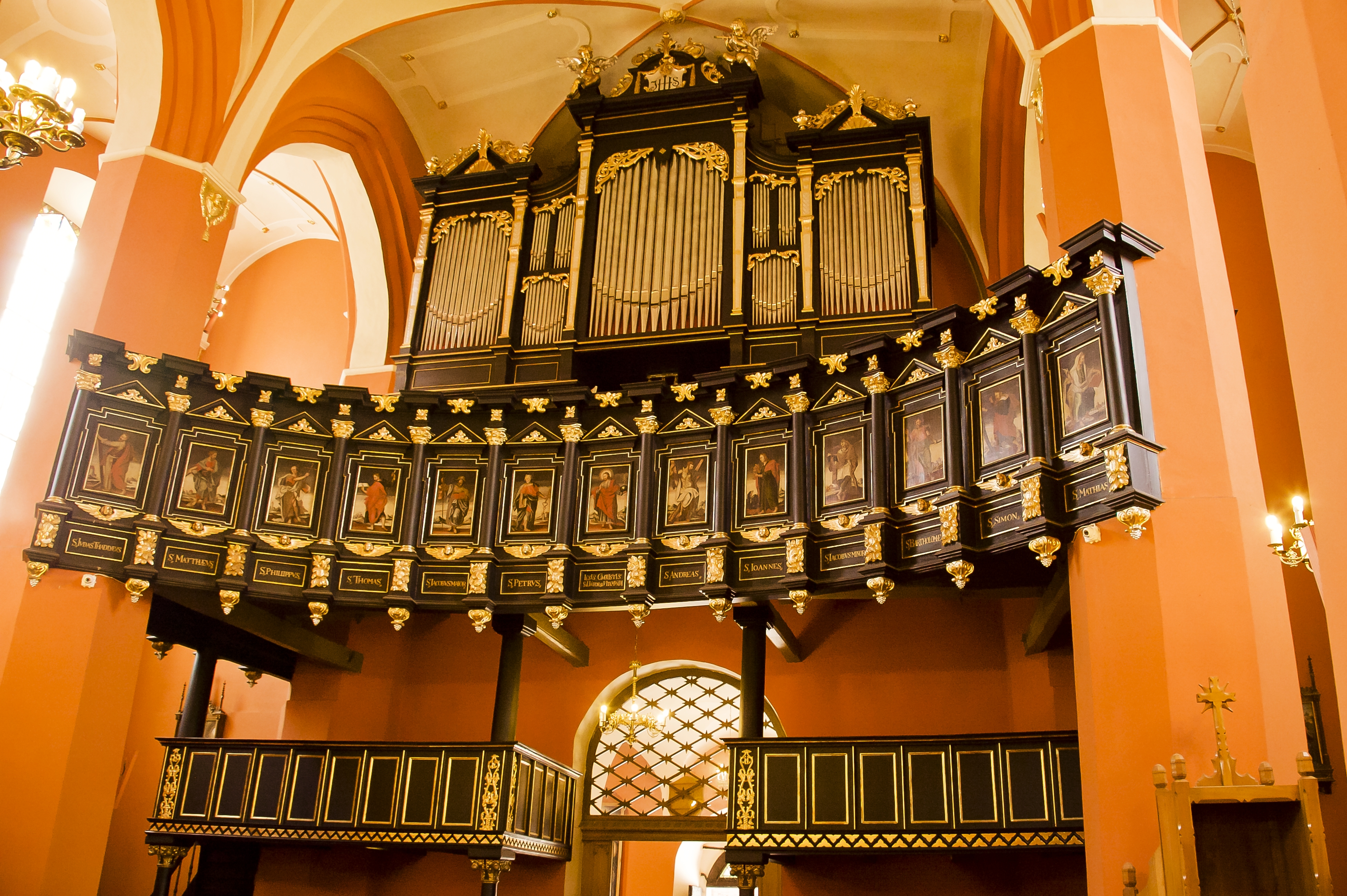
Orgel

De kerk werd gesticht in de tweede helft van de 13e eeuw. Na een brand in 1419 volgde de herbouw. Later werd de kerk herhaaldelijk getroffen door brand (1582, 1627 en 1651) en in 1776 stortte de toren in. Met de val werden tevens de muren van het koor en de noordelijke zijbeuk en de gewelven vernield. Desondanks heeft de kerk een deel van haar gotische karakter weten te behouden. Het aanzien van de huidige classicistische toren dateert van 1832. De Sint-Hedwigkerk is een drieschepig gebouw met een presbyterium.
Met de reformatie ging de kerk over in handen van protestanten, maar op 15 maart 1651, drie jaar na de Vrede van Westfalen, kwam het gebouw weer in katholieke handen. In 1992 werd de parochiekerk de co-kathedraal van het bisdom Zielona Góra-Gorzów.
De kerk herbergt neogotische altaren, laatgotische beelden van Sint-Hedwig en Sint-Anna, een barok koor en veel epitafen. In het zuidelijke schip bevindt zich een muurvoorstelling uit de 16e eeuw van de Heilig Grafkerk in Jeruzalem.